# De første skridt på Månen
De første skridt på Månen (tidligere Månen tur-retur, 2. del, fransk originaltitel On a marché sur la Lune) er det syttende album i tegneserien om Tintins oplevelser. Det er skrevet og tegnet af den belgiske tegneserieskaber Hergé og blev udgivet som føljeton 29. oktober 1952 – 29. december 1953 og som album i 1954. På dansk blev historien udgivet som føljeton i Politiken 23. november 1959 – 14. april 1960 og som album fra Illustrationsforlaget 1962.
Albummet er en fortsættelse til Mission til Månen fra 1953 og omhandler Tintin og kaptajn Haddocks tur til Månen i professor Tournesols raket. Sammen med ingeniør Wolf bliver de sendt afsted mod Månen, men det viser sig at Dupond og Dupont også har forvildet sig ombord og sætter hele missionen i fare, da der er begrænsede mængder ilt ombord. Wolf viser sig som en forræder, idet han har smuglet oberst Jorgen (som Tintin tidligere har mødt og besejret i Ottokars scepter) med ombord, hvilket yderligere forværre situationen ombord, da endnu en person kræver ilt. Jorgen arbejder for en fremmed stat og planlægger at flyve raketten tilbage til denne, for at stjæle teknologien. Da ilten er ved at slippe op, og koncentrationen af kuldioxid stiger faretruende, ofrer Wolf sig dog for de andre ved at forlade raketten, så der er mere ilt til de resterende ombord.

## Nogle franske udgaver
- 1950 & 1952-1953: Les nouvelles aventures de Tintin et de Milou – On a marché sur la lune ..., fortsat serie i Tintin nr. 13, 30. marts 1950[1] – nr. 36, 7. september 1950.[2] (24 sider) og nr. 15, 9. april 1952[3] – nr. 52, 30. december 1953.[4] (94 sider, første side er et resumé). Side 1-55 (til og med nr. 43, 22. oktober 1952) med tilføjede tegninger bliver senere ombrudt til albummet Objectif Lune, og side 56-118 (begyndende med nr. 44, 29. oktober 1952)[5] bliver til albummet On a marché sur la Lune.
- 1954: Les aventures de Tintin – On a marché sur la Lune, album fra Casterman, 62 tegneseriesider i farver.[6]

## Danske udgaver
Føljetoner
- 1959-1960: Maanerejsen. Fortsat serie i Politiken nr. 54, mandag  23. november 1959 – nr. 196, torsdag 14. april 1960.
- 1989-1990: Månen tur-retur 2. del. Fortsat serie i Århus Stiftstidende søndag 19. marts 1989 – søndag 20. maj 1990.

Album
- 1962: Tintins oplevelser nr. 8 (gammel standardudgave). Månen tur-retur, 2. del. Illustrationsforlaget. Genoptryk har ISBN 87-562-0127-3.[7]
- 1988: Tintins oplevelser (dobbeltbind) Månen tur-retur, 1.-2. del, med ekstramateriale. Totalt 160 sider, indbundet. ISBN 87-562-3327-2.[8]
- 2007: Tintins oplevelser (retroudgave). De første skridt på Månen. 2. udgave. Carlsen Comics, ISBN 978-87-626-0526-8. Fra 2. oplag, 2015, Cobolt, ISBN 978-87-7085-160-2.[9]
- 2009: Tintins oplevelser nr. 17 (minicomics). De første skridt på Månen. Cobolt, ISBN 978-87-7085-346-0.[10]
- 2012: Tintins oplevelser (ny standardudgave). De første skridt på Månen. Cobolt, ISBN 978-87-7085-465-8.[11]
- 2019: Tintins oplevelser (jubilæumsudgave). Tintin på Månen – det samlede eventyr. Totalt 136 sider, indbundet. Cobolt, ISBN 978-87-7085-762-8.[12]